# Mühlenstraße 1 (Stralsund)
Das Wohnhaus Mühlenstraße 1 in Stralsund ist ein denkmalgeschütztes Bauwerk in der Mühlenstraße.

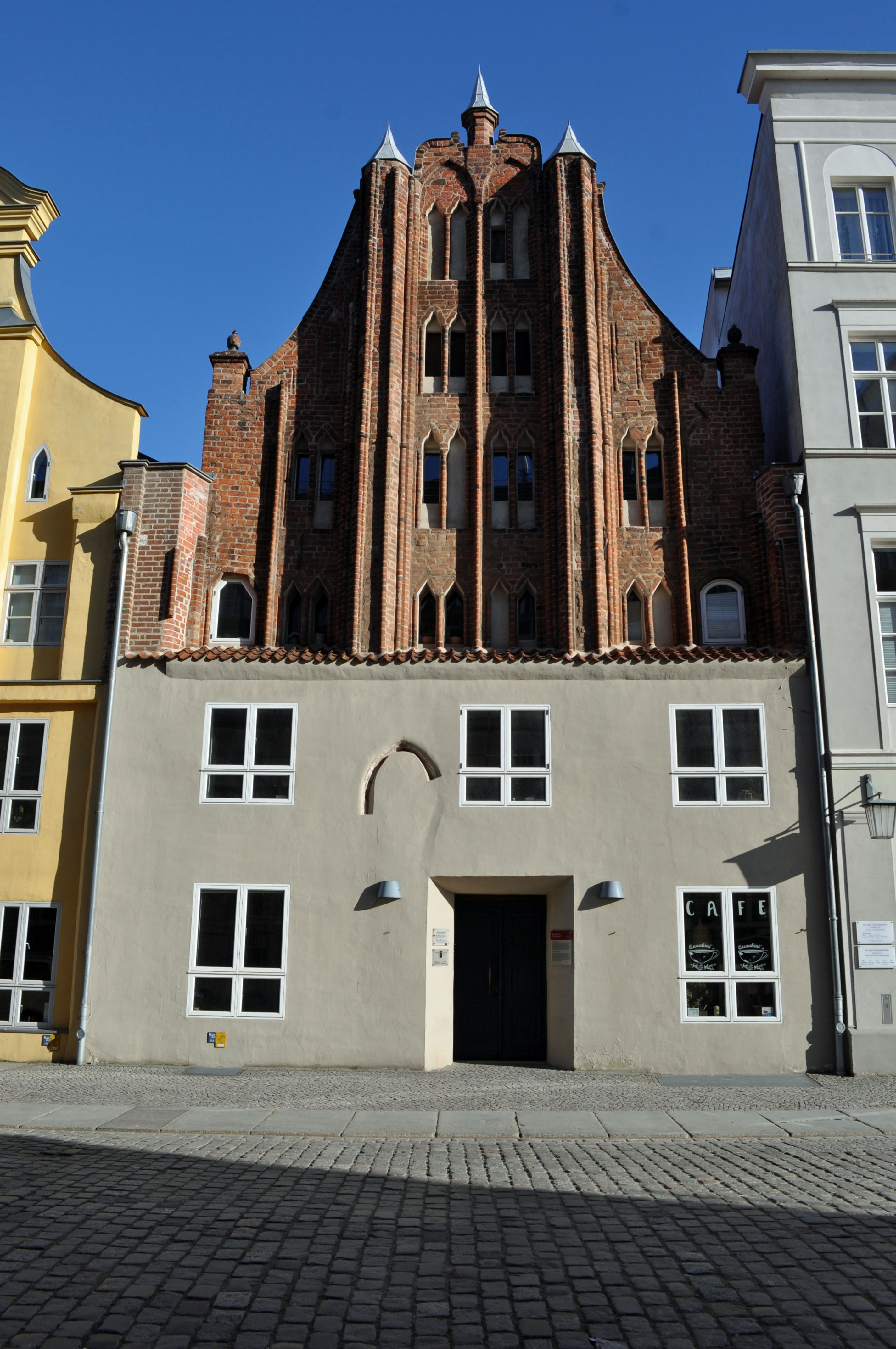
Haus Mühlenstraße 1 in Stralsund (2012)

Bei diesem zweigeschossigen Haus handelt es sich um eines der ältesten Stralsunder Giebelhäuser. Es wurde Anfang des 14. Jahrhunderts gebaut. Der viergeschossige Giebel, der älteste Pfeilergiebel der Backsteingotik, ist weitgehend original erhalten. Der untere Teil sowie das Gebäudeinnere wurden im Laufe der Zeit mehrfach überformt und umgebaut. In dem Haus befand sich von etwa 1700 an eine Bäckerei. Auf dem Hof ist ein im Kern mittelalterlicher Kemladen erhalten.
Das Haus im Kerngebiet des von der UNESCO als Weltkulturerbe anerkannten Stadtgebietes des Kulturgutes „Historische Altstädte Stralsund und Wismar“ ist in die Liste der Baudenkmale in Stralsund eingetragen.